# Как музыка стала свободной
«Как музыка стала свободной. Цифровая революция и победа пиратства» — научно-популярная книга журналиста Стивена Уитта, в которой он представил летопись изобретения формата MP3 для хранения аудиоинформации и подробно рассказал о труде разработчиков, таких, как Карлхайнц Бранденбург, Бернхард Грилл и Харальд Попп. Исследуя природу слухового восприятия человека они создали технологию сжатия музыки в форме, которую можно легко передать. Уитт также задокументировал рост субкультуры релизных групп (варез-сцены, англ. Warez scene) и распространение нарушений авторского права в компьютерных сетях, одновременно подробно рассказывая о мерах руководителей музыкальной индустрии, таких как Даг Моррис, по адаптации к изменениям в технологии.
Издательство Viking Press выпустило эту книгу 16 июня 2015 года. Книга получила положительные отзывы в публикациях Kirkus Reviews и The Washington Post.
На русском языке в переводе Александра Беляева книга вышла в 2016 году в московском издательстве «Белое яблоко».

## Содержание книги
В книге упомянуто, что на презентации в обществе Фраунгофера Бранденбург и его команда продемонстрировали на компакт-диске музыкальную запись без заметной потери качества при 12-кратном сжатии данных. Это вызвало возмущение. «Вы понимаете, что вы сделали?» — спросил у команды один из слушателей — «Вы убили музыкальную индустрию!».
По словам Витта, «На сайтах и подпольных файловых серверах по всему миру количество имеющихся mp3-файлов выросло на несколько порядков. В общежитиях по всему миру первокурсники колледжей до отказа заполнили свои жесткие диски пиратскими mp3-файлами». Он также пишет: «Музыкальное пиратство стало для конца 90-х годов тем, чем эксперименты с наркотиками были для конца 60-х: игнорирование целым поколением как общественных норм, так и существующего законодательства, без беспокойства о последствиях». В книге рассказывается, сколько людей стали собирать крупные музыкальные архивы без определённой цели, просто от возбуждения, вызванного процессом поиска и сортировки информации.
Витт пишет о невидимом онлайн-сообществе, известном как Сцена, в частности описывая деятельность группы «Rabid Neurosis» (RNS) по незаконному распространению материалов, защищенных авторским правом. Работник производственного предприятия в штате Северная Каролина по имени Делл Гловер, жизнь которого подробно описывается Виттом, обнаруживает, что имеет возможность получить в свои руки альбомы до официальных дат выпуска, и начинает работать с RNS, организуя утечку сотен и сотен дисков. Материалы таких исполнителей, как Мэри Джей Блайдж, Мэрайя Кэри, Eminem, Канье Уэст и Jay-Z, распространились в Интернете благодаря действиям Гловера. Витт утверждает, что Гловер и RNS стали ведущими пиратами в мире музыки, что могло обойтись индустрии звукозаписи в миллионы долларов.
В книге описывается, как Даг Моррис, тогдашний CEO лейбла Universal Music Group, пытался сдержать бурю, вызванную технологическими изменениями с учётом эволюции социальной культуры, и даётся пёстрая картина того, как Моррис и другие руководители справлялись с падением продаж.

## Рецензии и отзывы
The Washington Post опубликовала статью писателя Луиса Байяра, который одобрительно отозвался о книге. По его мнению, эта работа «остроумная и умная, очень информативная и очень нужная». Находя последние тенденции беспокоящими, Байяр дополнительно отметил, что технологии создали период «непростых времён, когда никто не должен быть слишком беззаботным». Журнал Kirkus Reviews дал книге благоприятный отзыв, охарактеризовав её как «живой и увлекательный портрет людей, которые помогали преодолеть индустрию и бросили вызов путям потребления музыки и медиа».